# Ángel Rodríguez (wenezuelski bokser)
Ángel José Rodríguez (ur. 30 listopada 1987) – wenezuelski bokser, brązowy medalista igrzysk panamerykańskich.
W roku 2011 reprezentował Wenezuelę na mistrzostwach świata w Baku w wadze koguciej. Pokonał Syeda Hussaina z Egiptu i przegrał z Orzubekiem Szaimowem z Uzbekistanu. Po trzech tygodniach wystąpił  w Igrzyskach Panamerykańskich w Gudalajarze zdobywając brązowy medal w wadze koguciej. Pokonał Alberto Meliana z Argentyny a w półfinale przegrał z mistrzem świata Kubańczykiem Lázaro Álvarezem.